# Lahmann-Sanatorium

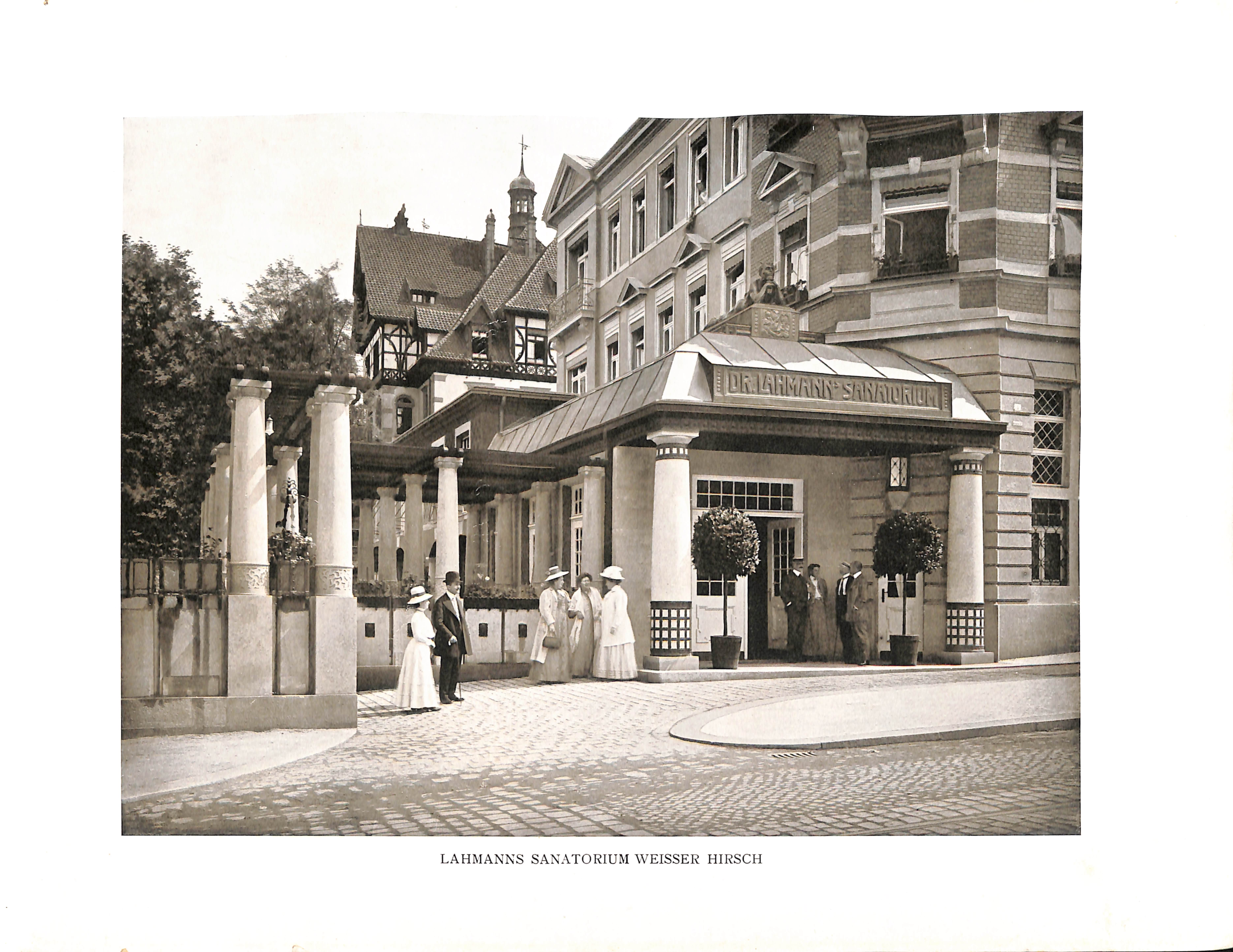
Eingang des Sanatoriums (ca. 1900)

Das Lahmann-Sanatorium war eine Kur- und Heilstätte im heutigen Dresdner Stadtteil Weißer Hirsch. Gegründet wurde sie vom Arzt und Naturheilkundler Heinrich Lahmann und trug seinen Namen. Auch wenn es ab 1939 nicht mehr als Sanatorium genutzt wurde und ab 1945 nicht mehr zugänglich war, blieb der Name im Sprachgebrauch erhalten. Das 36.000 Quadratmeter große Gelände liegt am südlichen Rand der Dresdner Heide und wird von der Bautzner Landstraße im Süden und der Stechgrundstraße im Osten begrenzt. Seit 2011 werden die denkmalgeschützten (und noch erhaltenswürdigen) Gebäude saniert sowie neue Wohngebäude auf dem Areal errichtet, das nunmehr als Dr.-Lahmann-Park bezeichnet wird.

## Vorgeschichte
Der Dresdner Vorort Weißer Hirsch wurde ab Ende des 19. Jahrhunderts zunehmend als Ausflugsziel und später verstärkt als Daueraufenthalt für den gesamten Sommer aufgesucht. Im Jahr 1867 errichtete Theodor Lehnert im Nordwesten der Ortsflur Weißer Hirsch am Waldrand ein luxuriöses Bad für kränkelnde Menschen, das er nach seiner Tochter Frida „Fridabad“ nannte. Damit wurde einerseits der Grundstein für die Entwicklung des Ortes zum Kurort gelegt und andererseits weitere Badeeinrichtungen gefördert. So errichtete der Seifenfabrikant Ludwig Küntzelmann im alten Gut ebenfalls 1874 ein Kurhaus. Auf Küntzelmanns Gesuch an das Innenministerium erhielt der Weiße Hirsch im Jahr 1875 den Namenszusatz „klimatischer Kurort“ und wurde in die Statistik der sächsischen Bäder aufgenommen. Das „Fridabad“ selbst geriet nach anfänglichen Erfolgen 1883 in Konkurs.
Der Arzt Heinrich Lahmann pachtete am 16. Oktober 1887 das in Konkurs gegangene Fridabad und eröffnete es am 1. Januar 1888 als „Dr. Lahmanns physiatrisches Sanatorium“ mit etwa zehn Angestellten neu. Im September 1888 kaufte er schließlich das bisher nur gepachtete Grundstück dem Eigentümer ab.

## Geschichte bis zum Ersten Weltkrieg
Bereits im ersten Jahr vertrauten sich 385 Kranke den ärztlichen Künsten Lahmanns an, der seine Behandlungen auf damals neuen, modernen Naturheilverfahren aufbaute und selbst auf diesem Gebiet forschte.
Lahmanns Kurkonzept basierte neben der Ernährung auf Wasseranwendungen und den so genannten „Luftbädern“, Bewegung in der freien Natur sowie Sport, d. h. Prinzipien der Abhärtung. Einige Patienten waren in „Lufthütten“ untergebracht, auch verordnete er Liegekuren im Freien. Jeden Morgen trafen sich die Patienten leicht bekleidet zur Gymnastik. Dazu kamen Fangopackungen, Inhalationen und Behandlungen mit UV-Licht sowie elektrotherapeutische Behandlungen.
Dieses Behandlungskonzept nannte Lahmann „Physiatrie“ und ist noch heute in wesentlichen Teilen Allgemeingut der Rehabilitationsmedizin.
Zur Beherbergung der Gäste musste Lahmann bereits im ersten Jahr drei Villen zumieten. Das Konzept der dezentralen Unterbringung bewährte sich für den ganzjährigen Betrieb, so dass Lahmann bis zu seinem Tod 1905 zehn Villen kaufte bzw. errichten ließ (unter ihnen auch 1897 die Villa „Heinrichshof“ als Wohnsitz der Familie), denen bis zum Ersten Weltkrieg noch zwei weitere folgen sollten. Nach Lahmanns Tod wurde das Haus von der Familie weitergeführt. 1907 wurde erstmals ein Chefarzt eingestellt: Ernst von Düring, auf ihn folgte 1911 Heinrich Kraft.
Innerhalb weniger Jahre errang Lahmanns Sanatorium Weltruhm, was sich an den steigenden Gästezahlen zeigte: 1893 waren es über 1000 Patienten, 1897 über 2000, 1901 über 3000, im Todesjahr Lahmanns 1905 3976 Patienten und schließlich im Jahr 1913 mit 7416 die höchste erreichte Belegung.
Darunter befanden sich auch sehr viele prominente Persönlichkeiten. Dazu gehörte auch Maximilian Oskar Bircher-Benner mit einem Studienaufenthalt 1897, bevor dieser sein eigenes Sanatorium in Zürich eröffnete, wobei er sich vor allem für Lahmanns vegetarische Diät interessierte. 1901 und 1905 weilte der Schriftsteller Rainer Maria Rilke im Sanatorium, 1903 Franz Kafka und 1906 Thomas Mann, aber auch der Großadmiral Heinrich Prinz von Preußen sowie der Gouverneur von Kamerun, Jesko von Puttkamer.
Die Bettenzahl wurde dabei laufend vergrößert (auf 400 Sanatoriumsbetten) und etwa ein Drittel der Patienten war Ausländer, u. a. aus Österreich-Ungarn, Russland, Frankreich, Norwegen und der Schweiz, aber auch aus den USA, Persien, Sumatra, Neuguinea, China, Indien und Japan.
Daraus resultierte auch eine erweiterte Bautätigkeit auf dem Gelände des Sanatoriums selbst. Neben Sonnenbädern und offenen Wohn- und Schlafräumen (sogenannte „Lufthütten“) wurden bereits 1889 ein Kesselhausanbau errichtet, 1891/94 die Küchen erweitert und 1892 das „Dresdner Haus“ mit Speisesälen für vegetarische Kost errichtet. 1893/1896 folgte das Damenmassage-Gebäude, 1893/1899 wurde das Gesellschaft- und Speisesaal-Gebäude erweitert, 1904/05 das Herrenbad errichtet, 1906 das Damenbad umgebaut. 1907 bis 1909 folgten der Umbau des Haupt- und Verwaltungsgebäudes, 1912 die Herrenturnhalle und 1913/14 neben der Damenturnhalle auch ein Fernheizwerk mit Anbauten.
Diese frühe Blütezeit wurde durch den Ersten Weltkrieg unterbrochen. Bereits im August 1914 reisten von den anwesenden 850 Kurgästen 800 ab, ab 12. August 1914 war Personen aus verfeindeten Ländern der Kuraufenthalt in Deutschland untersagt. Das fast leerstehende Sanatorium wurde Lazarett und war bis 1918 immer mit rund 150 Verwundeten belegt.

## Das Sanatorium bis zum Ende des Zweiten Weltkrieges

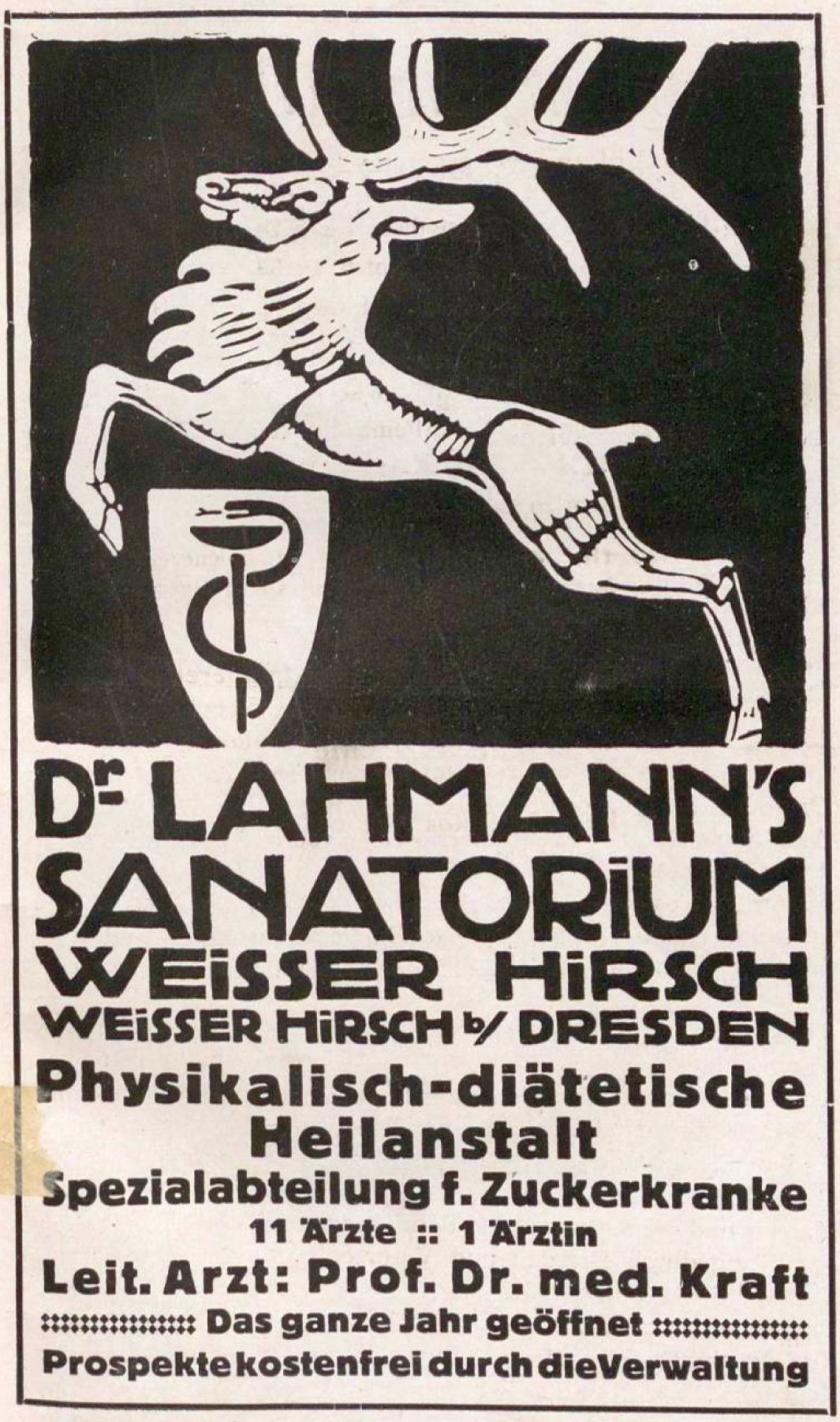
Anzeige für Dr. Lahmann's Sanatorium mit dem Weißen Hirsch

Obwohl die Leitung mit der Wiederaufnahme des Betriebes 1919 versuchte, wieder an die Erfolge anzuknüpfen, konnten die hohen Gästezahlen der Zeit vor 1914 nicht wieder erreicht werden und pendelten sich bis zum Zweiten Weltkrieg um die 3000 Patienten pro Jahr ein. Auch die Bettenzahl wurde reduziert und lag 1936 bei 256. Insgesamt wurden während der Zeit als Sanatorium nach vorsichtigen Schätzungen rund 160.000 Patienten behandelt. Der Betrieb wurde in eine „Dr. Lahmanns Sanatorium Weisser Hirsch Aktiengesellschaft“ umgewandelt, blieb aber in Familienbesitz.
Auch in den zwanziger Jahren wurden weitere zwei Gästevillen hinzuerworben (Villa Peira, Villa Katharinenhof), 1922 wurde die Empfangshalle umgebaut, 1924 erneut die Küche und ein Magazin-Gebäude errichtet, 1924/25 erweiterte man das Gesellschafts- und Speisesaal-Gebäude erneut.
Das Sanatorium blieb eines der modernsten seiner Art und wurde in den 1920er und 1930er von vielen Prominenten aufgesucht, die aus dem Hochadel (u. a. Viktoria Luise von Preußen, Ernst August von Braunschweig und die spätere Königin von Griechenland Friederike von Hannover), der Politik (z. B. Albert Neuhaus), der Wirtschaft (Heinrich Büssing, Hugo Junkers), aus Kunst (u. a. die Komponisten Paul Lincke, Jean Gilbert und Victor Hollaender, die Sängerinnen Zarah Leander und Claire Waldoff) und Kultur kamen. Bekannte Schauspieler als Kurgäste waren in diesen Jahren Gustaf Gründgens, Otto Gebühr, Heinrich George, Heinz Rühmann, Paul Kemp und Johannes Heesters. Auch NS-Funktionäre, wie Joseph Goebbels, Hermann Göring und Reichsfeldmarschall Werner von Blomberg gehörten dazu. Die Frau des Schauspielers Willy Fritsch brachte im Sanatorium ihrer beider zweiter Sohn Thomas zur Welt. Auch der Publizist Kurt Tucholsky gehörte dazu.
1918 hatte der Chefarzt Kraft das Sanatorium verlassen. Von 1919 bis 1924 war Johannes Heinrich Schultz, der das Autogene Training entwickelte, Chefarzt und wissenschaftlicher Leiter des Sanatoriums, auf ihn folgte 1924 bis 1929 Louis Ratcliffe Grote. 1929 übernahm Hans Oeller die Chefarztfunktion, zu seinem Ärzteteam gehörte ab 1930 auch der jüngste Sohn des Begründers des Sanatorium, Fritz Lahmann (1894–1934). 1932 bis Kriegsende übernahm Alfred Störmer diese Funktion von Oeller. Sie wurde unterbrochen durch Störmers Einberufung zur Wehrmacht 1939/40 und seiner Tätigkeit als Oberstabsarzt in Elbing. Während dieser Monate übernahm Otto Rostoski amtierend die Chefarztfunktion.
1939 zog die deutsche Wehrmacht ein. Während des Zweiten Weltkrieges diente das Sanatorium als Reservelazarett.

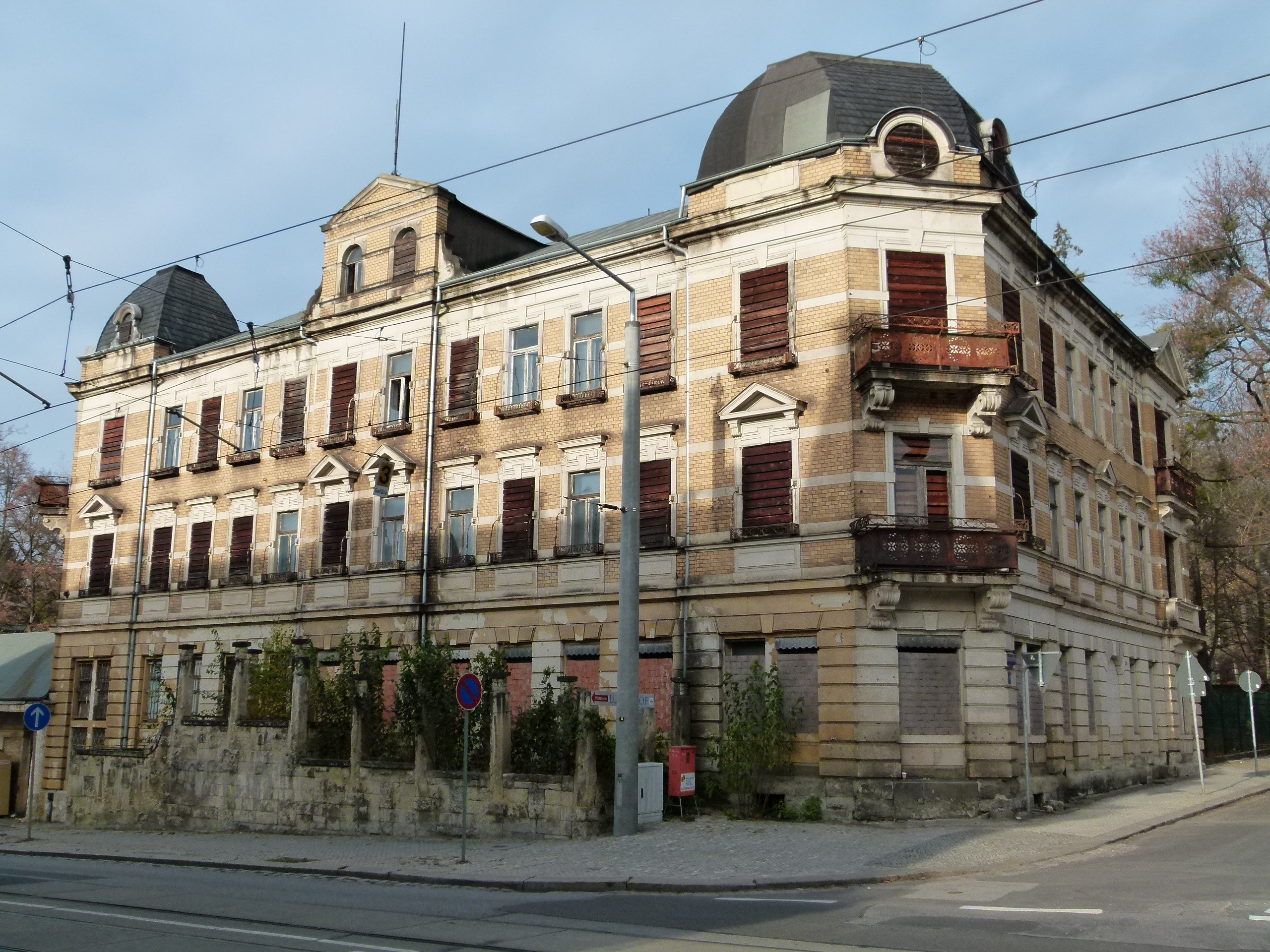
Gebäude an der Hermann-Hesse-Straße (Zustand 2011)

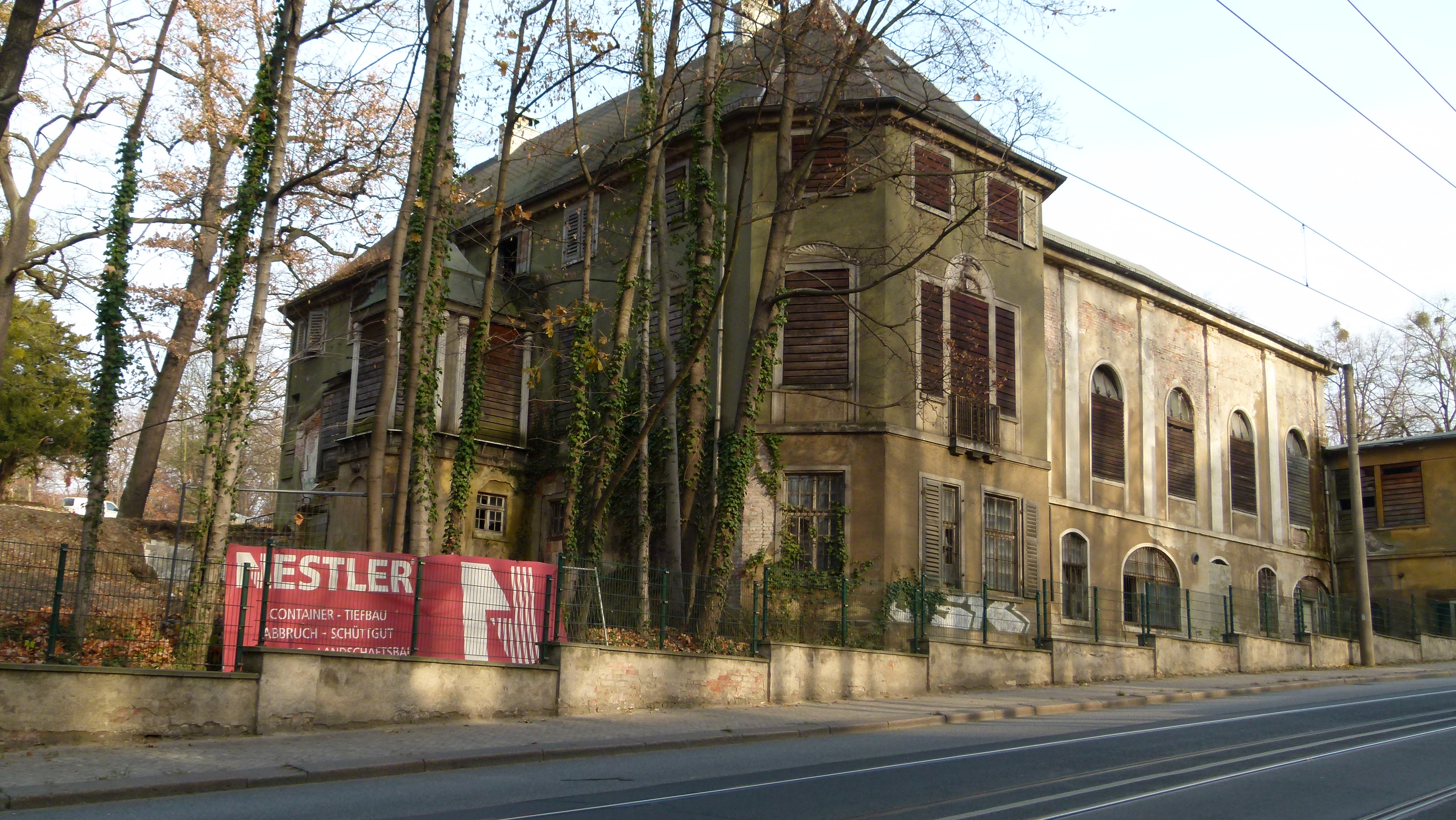
Gebäude an der Bautzner Landstraße (Zustand 2011)

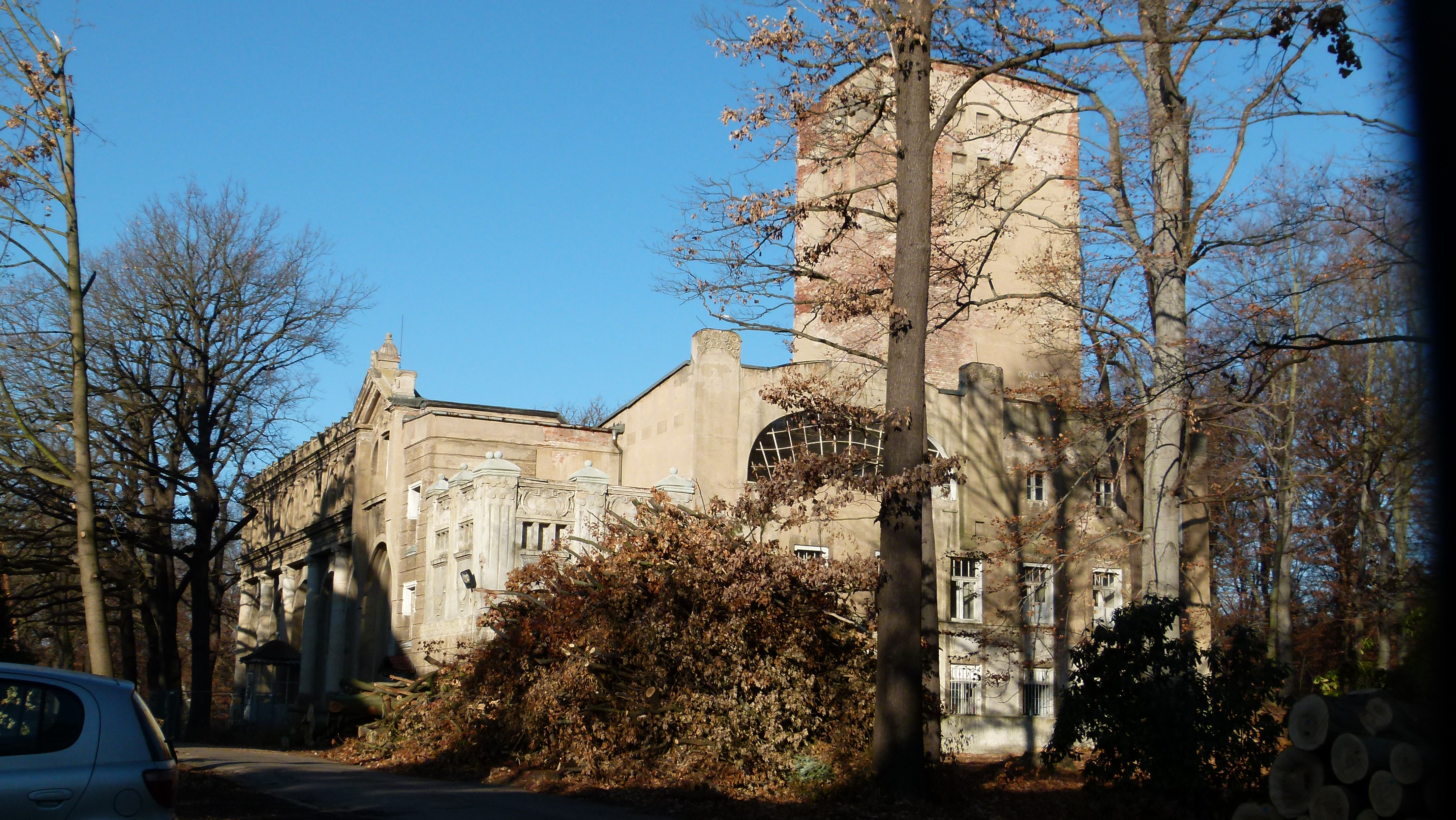
Lahmann-Sanatorium „Herrenbad“ an der Stechgrundstraße (Zustand 2011)

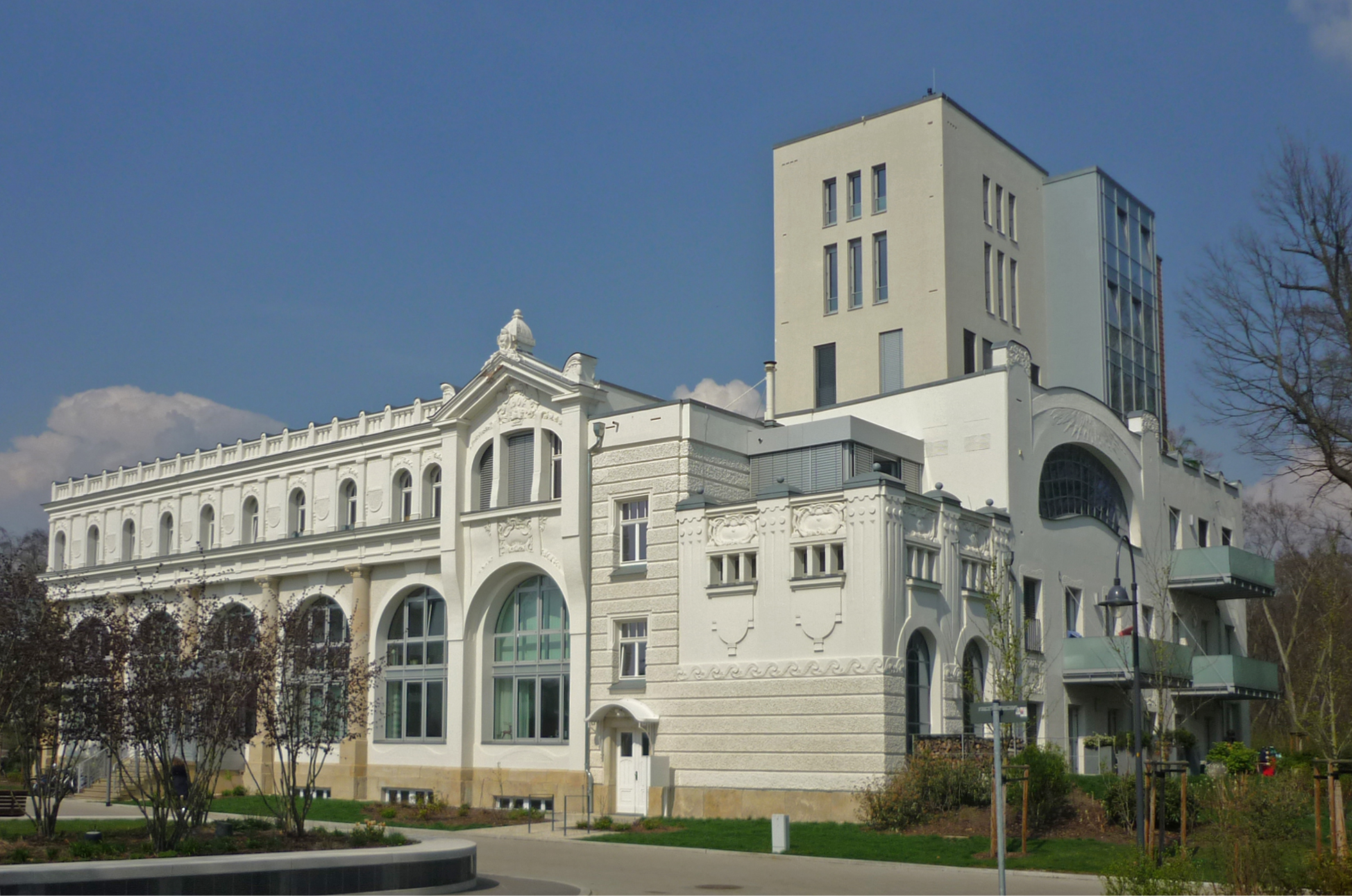
Lahmann-Sanatorium „Herrenbad“; Dr.-Lahmann-Park (2019)

## Nach 1945
Das von Kriegseinwirkungen verschonte Sanatorium wurde am 16. August 1945 in „Stadtkrankenhaus Weißer Hirsch“ mit damals noch 116 Beschäftigten umbenannt und organisatorisch dem Johannstädter Krankenhaus angegliedert. Als Chefarzt fungierte nunmehr Hans Egon Josef Seidel. Die weitläufigen Gebäude dienten als Flüchtlingsunterkunft.
1946 wurde die Familie Lahmann auf Befehl der Sowjetischen Militäradministration in Deutschland (SMAD) entschädigungslos enteignet. Das nunmehrige Krankenhaus wurde bis 1992 als Militärkrankenhaus der Sowjetarmee unter sowjetischer Verwaltung genutzt. In den Anfangsjahren arbeitete man noch mit dem Lahmann-Personal. In diesen Jahren wurde die Einrichtung des Sanatoriums nahezu unrettbar zerstört und nach dem Auszug des Militärhospitals in einem völlig abgewirtschafteten, teilweise ruinenähnlichen Zustand hinterlassen. Alle Versuche der Alteigentümer auf Rückgabe an sie scheiterten.
Der Versuch einer Nutzung durch das Münchner Collegium Augustinum, die das Areal 1996 von der Landesbank Sachsen gekauft hatte, zerschlugen sich.

## Sanierung ab 2011
Anfang 2011 wurde es an die Baywobau verkauft, die es seit 2013 saniert, u. a. mit luxuriösen Eigentumswohnungen versieht, aber ihrerseits auch Areale und Einzelgebäude wieder weiterverkaufte.
In einer Architekturkritik veröffentlichte Falk Jaeger im Juni 2017 einen Zwischenstand des Projektes:
- Heinrichshof: Wohnungen gehobenen Standards (Architekten: Strangmann & Schneider),
- Herrenbad von 1905: Teilung der großen Bogenfenster durch eine Zwischendecke, gehobenes Wohnen, nachträglicher Anbau von Balkons (rd Architekten),
- Damenbad von 1907: Aufteilung in acht „Reihenhäuser“ mit Wintergarten und Dachterrasse (Architekten: Hoyer & Ille),
- Kompensation des erhöhten denkmalpflegerischen Aufwandes durch drei viergeschossige Stadthäuser im hinteren Bereich des Areals (Architekten: Böttcher & Zimmermann) sowie 14 Einfamilienhäuser am Rand der Dresdner Heide (Architekten: Wörner & Partner),
- Gesellschaftshaus: im Umbau, keine weiteren Angaben (rd Architekten),
- Verwaltungsgebäude: Arztpraxen und Wohnungen (keine Angabe des Architekturbüros),
- Zentraler Speisesaal von 1898: Noch keine adäquate Nutzung gefunden, letzter Stand sei der denkmalpflegerisch problematische Einbau von Wohnungen, um die Holzkassettendecke erhalten zu können.
- Zentrale Tiefgarage sei fertiggestellt.

Für weitere Teile des Areals, insbesondere längs der Bautzner Landstraße würden weitere Investoren durch die Baywobau gesucht.
Wegen eines drohenden Einsturzes der straßenseitigen Fassade des Speise- und Ballsaales war die Bautzner Landstraße im Februar 2019 über zwei Tage lang gesperrt. Über 100 Einsatzkräfte von THW, DRK und Feuerwehr waren im Einsatz, um das Gebäude zu sichern.